# Masaki Okada
Masaki Okada (岡田 将生 Okada Masaki?,  Tokio, Japón, 15 de agosto de 1989) es un actor japonés. Okada es más conocido por sus papeles de Kyogo Sekime en el drama Hanazakari no Kimitachi e y Takuma Kakinouchi en la película Boku no Hatsukoi o Kimi ni Sasagu (2009). También ha ganado renombre al interpretar a Kotaro Katsura en la película de acción en vivo de Gintama (2017).

## Biografía
Okada nació el 15 de agosto de 1989 en la ciudad de Tokio, Japón. Durante sus años de escuela secundaria fue scout y también formó parte del club de baloncesto. Mientras cursaba su segundo año de secundaria, Okada se propuso comenzar una carrera como modelo, pero terminó por desechar la idea al estar ocupado con el baloncesto. Después de graduarse se decidió a comenzar una carrera en el entretenimiento, en parte por recomendación de su hermana mayor.
Debutó en el año 2006, tras aparecer en comerciales para Nihon Kogakuin College, pero su debut profesional se daría con el drama televisivo Tokyo Girl de BS-TBS, en el cual apareció más tarde ese mismo año. En 2007, apareció en la película Tennen Kokekkō basada en el manga homónimo y en la serie de televisión Seito Shokun! (TV Asahi). También formó parte del elenco principal de Hanazakari no Kimitachi e, transmitida por Fuji TV.
En 2008, Okada desempeño su primer papel protagonista en el drama de televisión Fukidemono to Imoto. Entre 2008 y 2009, Okada protagonizó las películas Someday's Dreamers, A Pierrot, Halfway, Honokaa Boy y Boku no Hatsukoi o Kimi ni Sasagu. A esta cadena de papeles le seguiría el drama Otomen, donde una vez más obtuvo el papel protagonista de Masamune Asuka. Ante el éxito de Otomen, Okada decidió abandonar sus estudios en la universidad (a finales de 2009), que trataba de llevar a cabo en paralelo con su trabajo como actor y modelo.
En 2010, Okada participó en el drama histórico The Lightning Tree, en el papel protagónico de Narimichi. En 2012, interpretó a Minamoto no Yoritomo en el drama Taira no Kiyomori, donde también fue narrador. En 2014, interpretó a Gajirou Honda, un hombre egocéntrico que solo piensa en dinero y mujeres, en la película Omoi no Koshi.

## Filmografía

### Películas
- Ahiru to Kamo no Coinlocker (2007)
- Tennen Kokekkō (2007)
- Robo Rock (2007)
- Maho Tsukai ni Taisetsu na Koto (2008)
- Boku no Hatsukoi o Kimi ni Sasagu como Takuma Kakinouchi (2009)
- Honokaa Boy (2009)
- Juryoku Pierrot (Gravity Clown) (2009)
- Harufuwei / Halfway (2009)
- Akunin (2010)
- Confessions (2010)
- Matataki (2010)
- Raiou (2010)
- Princess Toyotomi (2011) como Asahi Gainsbourg
- Antoki no Inochi (2011) como Kyohei Nagashima
- Akko-chan: The Movie (Himitsu no Akko-chan) (2012) como Naoto Hayase
- Space Brothers (2012) como Hibito Nanba
- Beyond the Memories (2013) como Roku Akazawa
- Mourning Recipe (2013) como Haru
- The Great Shu Ra Ra Boom (2015) como Ryosuke Hinode
- Oh! Father! (2014) como Yukio
- April Fools (2015)
- Strayer's Chronicle (2015)
- Himitsu – Top Secret (2016) como Ikkou Aoki
- Somebody (2016), como Takayoshi
- Gintama (2017) como Kotaro Katsura
- JoJo's Bizarre Adventure: Diamond Is Unbreakable Chapter I (2017) como Keicho Nijimura
- Drive My Car (2021)

### Televisión
- Seishun Energy (Fuji TV, 2006)
- Seito Shokun! (TV Asahi, 2007)
- Hanazakari no Kimitachi e como Kyogo Sekime (Fuji TV, 2007)
- Koshonin (TV Asahi, 2008, Episodio 5)
- Fukidemono to Imoto (TV Asahi, 2008)
- Taiyō to Umi no Kyōshitsu (Fuji TV, 2008)
- Otomen as Masamune Asuka (Fuji TV, 2009)
- Wagaya no Rekishi (Fuji TV, 2010)
- Ogon no Buta as Kudo Suguru (NTV, 2010)
- Young Black Jack (NTV, 2011), como joven Black Jack (Hazama Kurou)
- Taira no Kiyomori como Minamoto no Yoritomo (NHK, 2012)
- Seinaru Kaibutsutachi como Kengo Shiba (TV Asahi, 2012)
- Mirai Nikki-Another World como Arata Hoshino (Fuji TV, 2012)
- Legal High 2 como Haruki Hanyū (Fuji TV, 2013)
- Fuben na Benriya como Jun Takeyama (TV Tokyo, 2015)
- Okitegami Kyōko no Bibōroku como Yakusuke Kakushidate (NTV, 2015)
- Yutori desuga Nanika? como Masakazu Sakama (NTV，2016)
- Kizuna: Hashire Kiseki no Kouma como Takuma Matsushita (NHK, 2017)

## Premios
- 34th Hochi Film Awards: Mejor artista nuevo (2009)
- 22nd Nikkan Sports Film Awards: Mejor actor nuevo (2009)
- 52nd Blue Ribbon Awards: Mejor actor nuevo (2010)
- 54th Premios Élan d'Or: Actor nuevo favorito (2010)
- 33rd Japan Academy Prize: Actor nuevo del año (2010)
- 31st Yokohama Film Festival: Mejor actor nuevo (2010)